# Palatul Republicii (Chișinău)

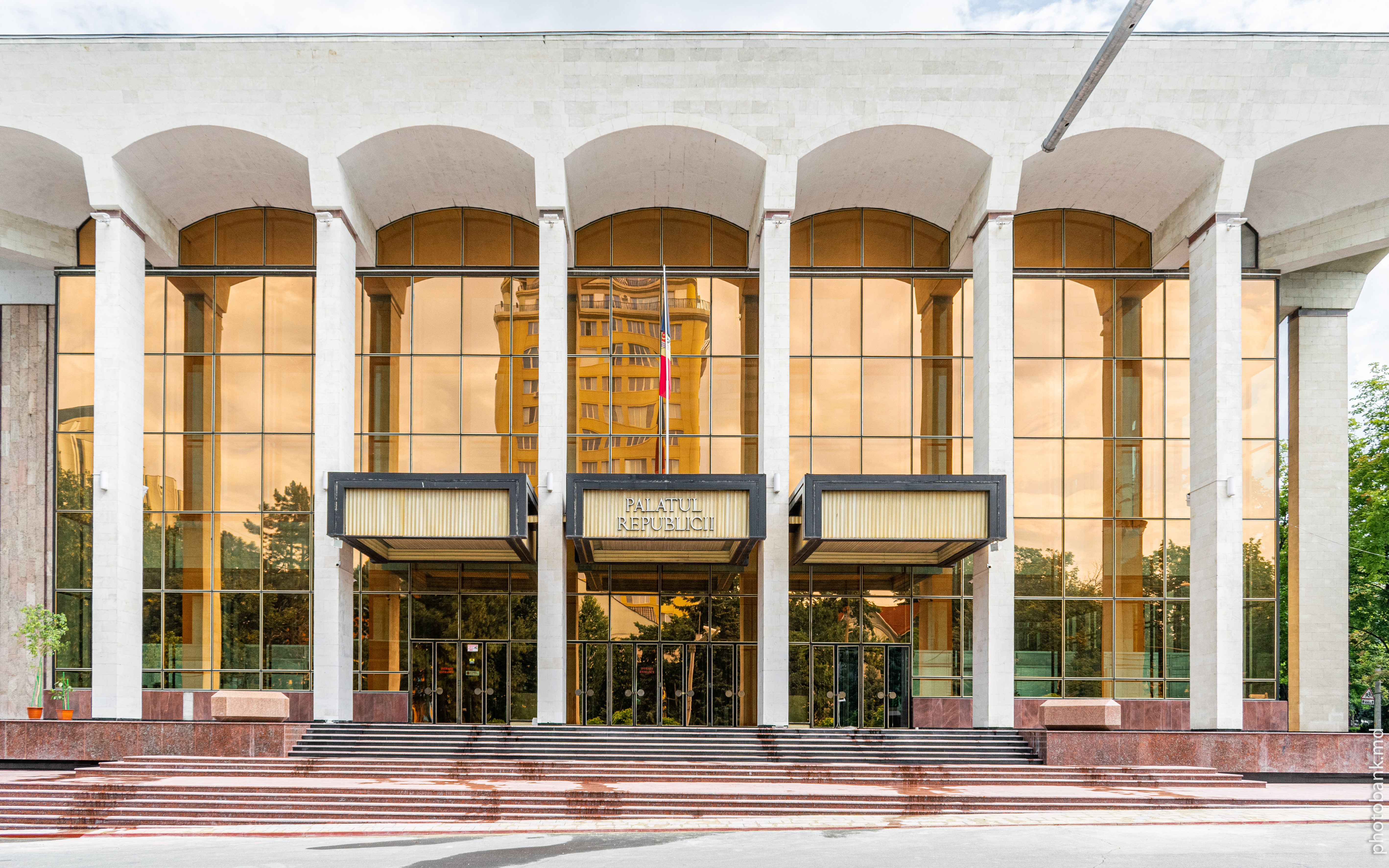
Palatul Republicii, anul 2018

Palatul Republicii din Chișinău, Republica Moldova, inițial (din 1984) cunoscut ca Sala Prieteniei, din 1988 – Centrul Republican de Cultură și Artă, din 1994 – Palatul Oficialităților Statale și din 1995 renumit Palatul Republicii, cu menirea de a presta servicii corpului diplomatic, Guvernului și altor organizații de stat, este o întreprindere de stat, creată în baza hotărârii Guvernului Nr. 455 din 29 iunie 1994, fondator fiind Cancelaria de Stat.
Această operă de artă poate, cu siguranță, fi numită - cartea de vizită a Republicii Moldova datorită expresivității sale, ca urmare a  evidențierii trăsăturilor unice ale culturii poporului moldovenesc. Palatul Republicii are valoare de unicat prin ținta sa arhitecturală, prin dotarea tehnică și polivalența funcțională, intrând în registrele internaționale care includ cele mai somptuoase clădiri din lume. 
Situat în inima capitalei, pe str. Maria Cibotari 16, la un pas de parcul Ștefan Cel Mare și Sfânt, Palatul Republicii este considerată una din remarcabilele opere ale arhitecților, proiectanților și meșterilor basarabeni în frunte cu Иван Андреевич Загорецкий, arhitectul principal. Construit în perioada guvernării sovietice cu scopul întrunirilor de rang înalt, edificiul a avut și are  parte de numeroase vizite a oaspeților importanți din diferite țări.

## Descriere
Palatul Republicii este construit în stil retro, îmbinând cu succes elemente clasice și tradiționale autohtone. Aspectul exterior deosebit de impunător este completat de sobrietatea și ritmicitatea ansamblului de coloane care, în contrast cu vitraliile aurite, conferă clădirii o alură de grandoare și măreție. Granitul roșu cu care sunt fățuite coloanele și soclul în perimetru evidențiază nuanțele fine, armonioase aproape grațioase ale edificiului în ansamblu. Parchetul mozaic este efectuat din specii alese de lemn de nuanțe diferite, astfel accentuând întregul decorul elegant al încăperilor. 
Holurile și vestibulurile sunt împodobite cu marmoră multicoloră, ce simbolizează frunza de vie. În acest peisaj feeric se încadrează de minune ansamblul de lustre executate din cristal veritabil strălucitor și metal subțire, ușor, care imită culoarea aurului. 

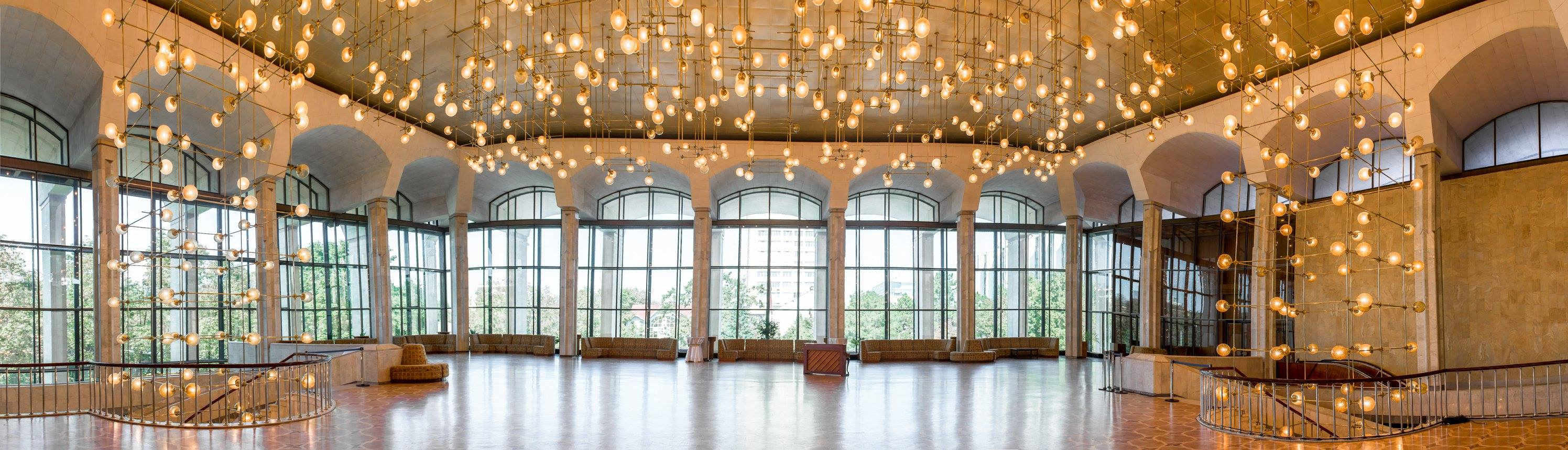
Imagine panoramică a holului etajului II, Palatul Republicii

Imagine panoramică, Sala Mare - Palatul Republicii

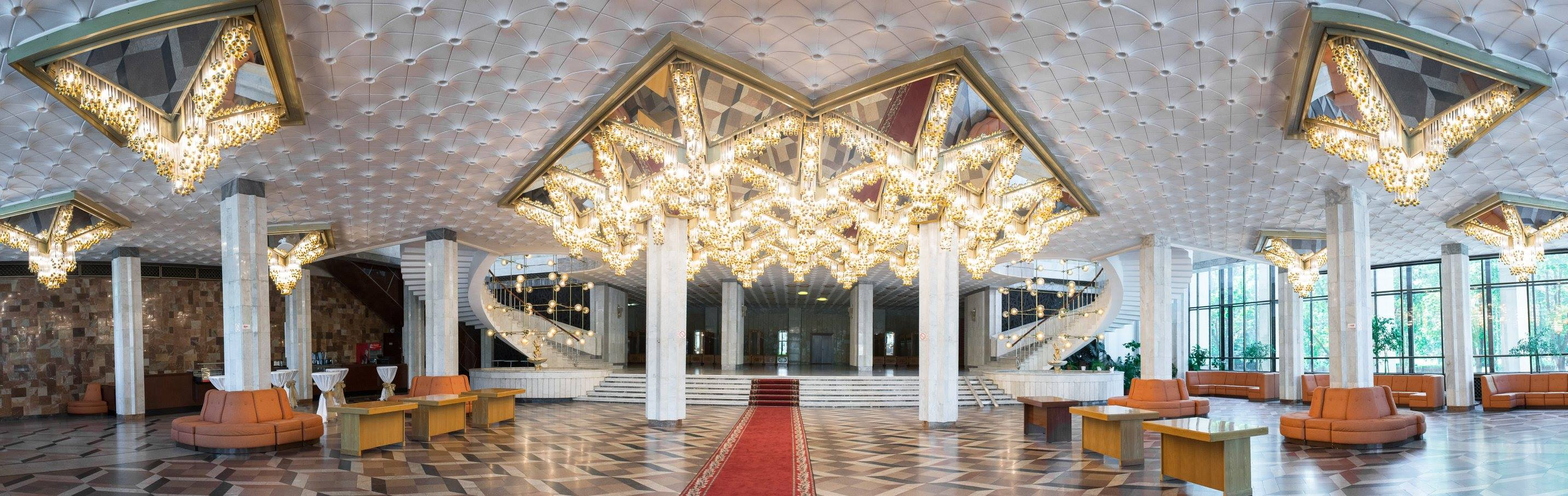
Imagine panoramică a holului etajului I, Palatul Republicii

La construcția Palatului s-au folosit cele mai calitative și deosebite materiale pe acele timpuri. Toate materialele au fost comandate de peste hotarele țării: marmură și granitul din originara Ucraina, Georgia, Rusia; vitraliile din Riga; geamurile din RDG, candelabrele si lustrele de cristal din Cehoslovacia. Important a fost faptul că toate lucrările au fost efectuate de meșterii nativi: constructorii, zugrăvi, pictori, zidari. Industria mobilieră din țară a executat nenumărate panouri pentru hale, mobilier, uși. Pentru interior au fost proiectate încă peste 200 de planuri, pe lângă setul de bază.
Sălile
| Sala                   | Suprafața              | Capacitatea                  |
| Holul, nivelul I       | 657 m2                 | 700 persoane                 |
| Holul, nivelul II      | 694 m2                 | 700 persoane                 |
| Două săli de prezidium | 172 m2                 | 40 persoane                  |
| Sala de conferințe     | 254 m2                 | 100-140 persoane             |
| Sala de conferințe 2B  | 572 m2                 | 200 persoane                 |
| Sala mare              | 1208m2                 | Max 1000 persoane            |
| Cafenea cu hol         | 128 m2 și holul 100 m2 | 100 persoane și 100 persoane |

## Arta
Accentul major s-a pus pe holul edificiului - compoziții ceramice pe două părți  „Buchetul alb - 1“ și „Buchetul alb  - 2“ Arhivat în 28 februarie 2019, la Wayback Machine., de Н. Сажина împreună cu В. Новиков în anul 1984. Ele creează o atmosferă festivă în lobby-ul sălii pentru 1000 de locuri. Din același hol se poate ajunge cu ușurință în sala de conferințe de 80 de locuri, unde este situată o  perlă a creației, „Întîlnirea“ - un magnific panou de ceramică colorată, care a făcut-o renumită pe ceramista Luise Janzen, fiind asistată de soțul său - Эдуард Сааков. Dimensiunile panourilor sunt impresionante: 4 x 8 metri. A fost finalizat în 18 luni și montat de autori fără meșteri auxiliari. Peisajul original al acestui panou demonstrează elocvent că autoarea a cunoscut profund tradiția autohtonă, basmele, baladele poporului moldovenesc.

Holurile precum și unele încăperi fără lumină naturală au fost îmbogățite cu vitraliile Arhivat în 27 februarie 2019, la Wayback Machine. pictate și luminate care au fost realizate de faimosul artist Filimon Hamurar Arhivat în 26 septembrie 2016, la Wayback Machine. și colegii săi. Zonele scărilor au fost îmbogățite cu : compoziții ceramice de Vasili Vadanyuk; compoziții din sticla decorativă de Филип și Александр Нутович, care conform schițelor, au creat lămpile artistice “Srugurii” Arhivat în 27 februarie 2019, la Wayback Machine. din holul pentru 550 de locuri; havuzuri cu statuiete cu elemente poleite cu aur. 

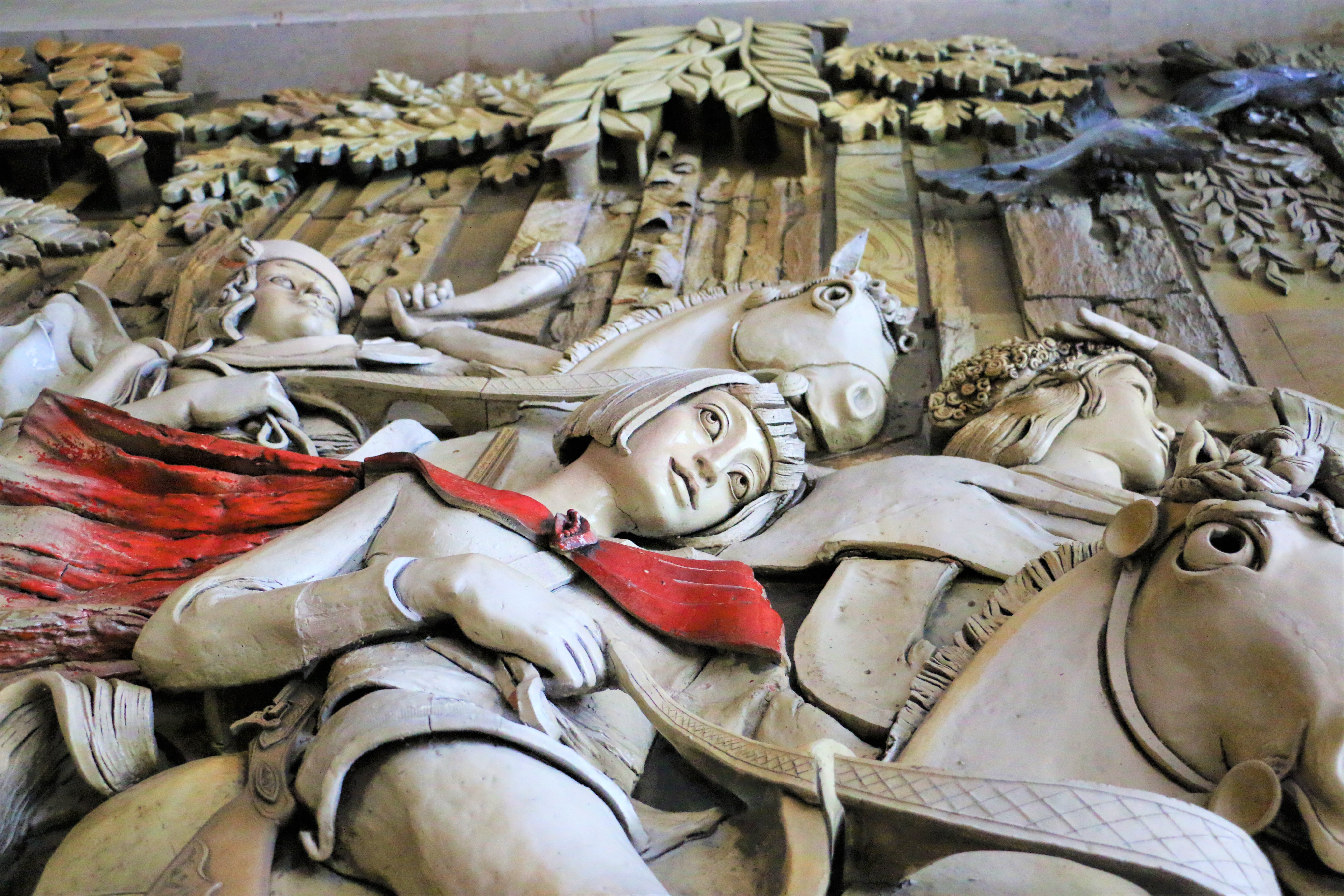
Fragment panoul ”Întâlnirea”, sala de Conferunță din Palatul Republicii, realizat de Luise Ianzen, 1982- 1984
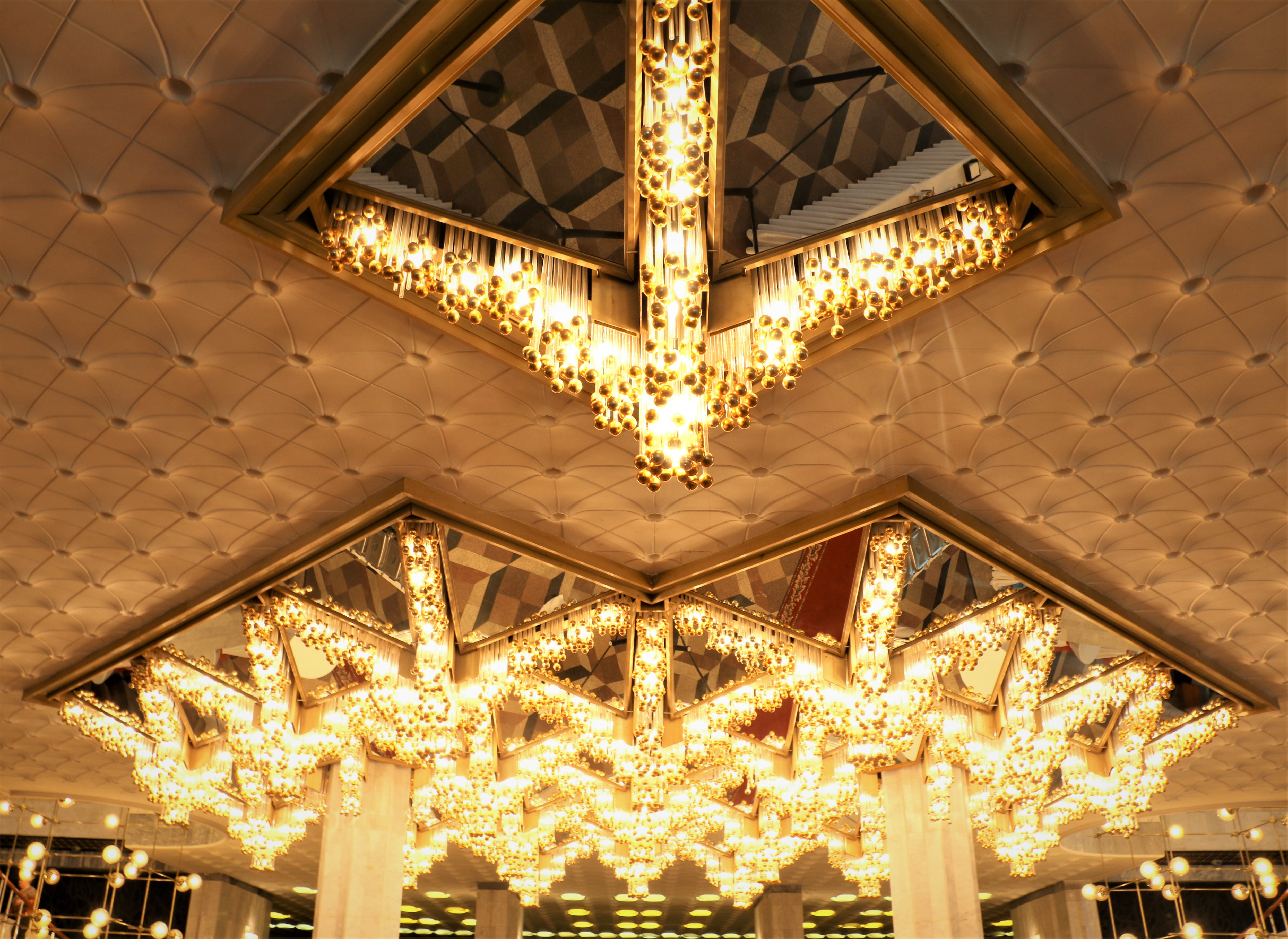
Compoziția artistică de sticlă și lumini ”Strugurii”, realizată în Holul et.I al Palatului Republicii, de artiștii Filip și Alexandr Nutovici.
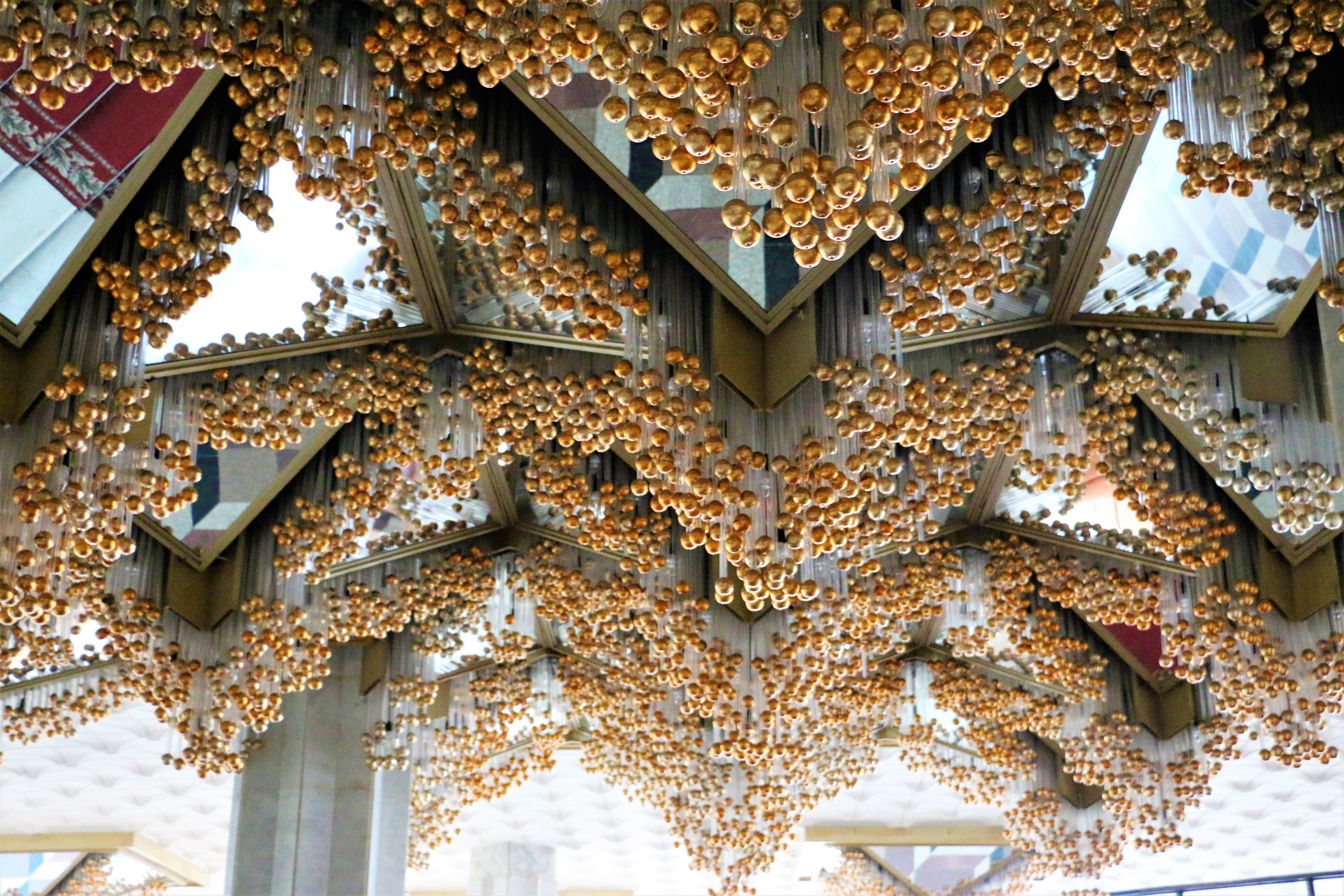
Fragment din compoziția artistică de sticlă și lumini ”Strugurii”, realizată în Holul et.I al Palatului Republicii (luminile stinse)
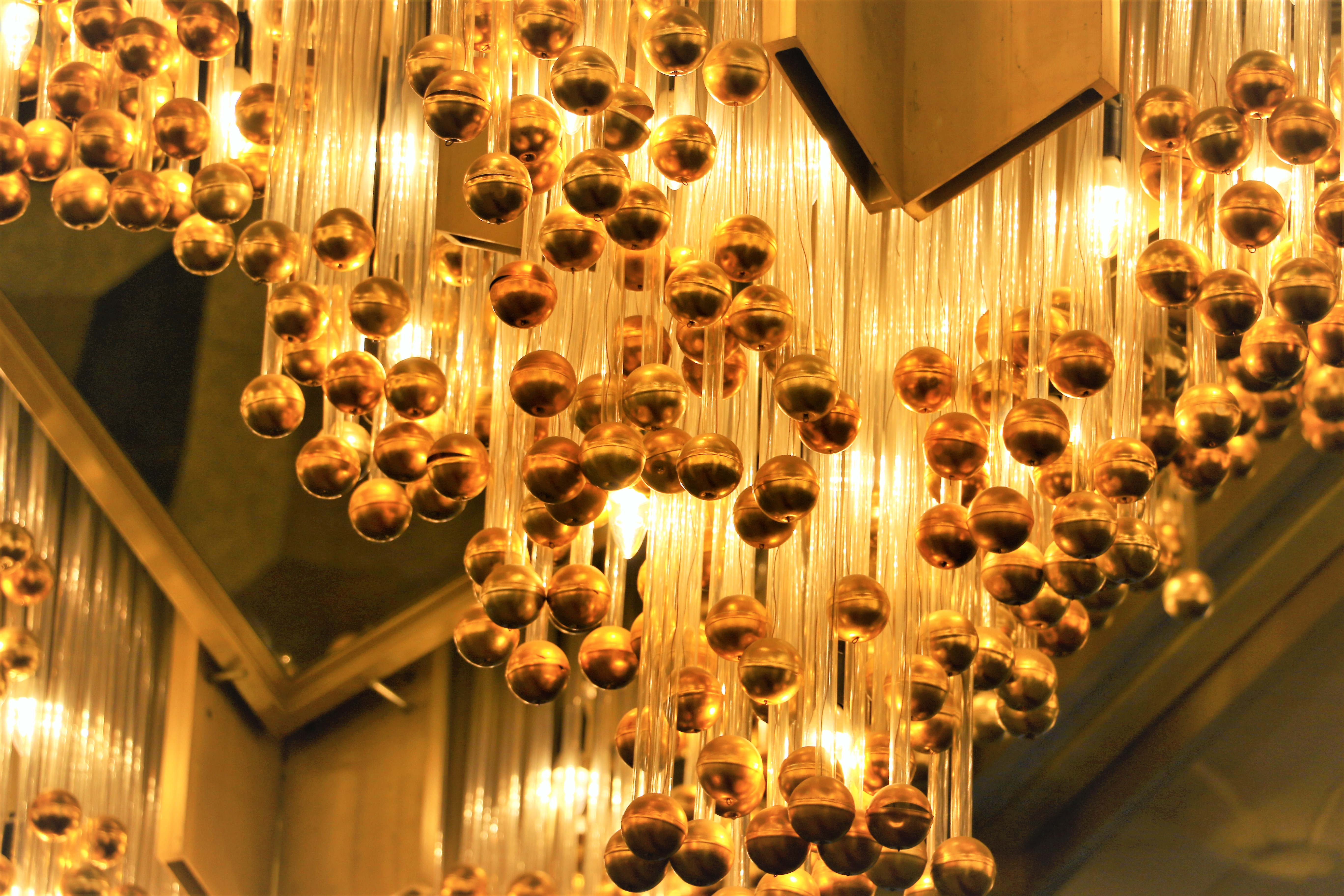
Fragment din compoziția artistică de sticlă și lumini ”Strugurii”
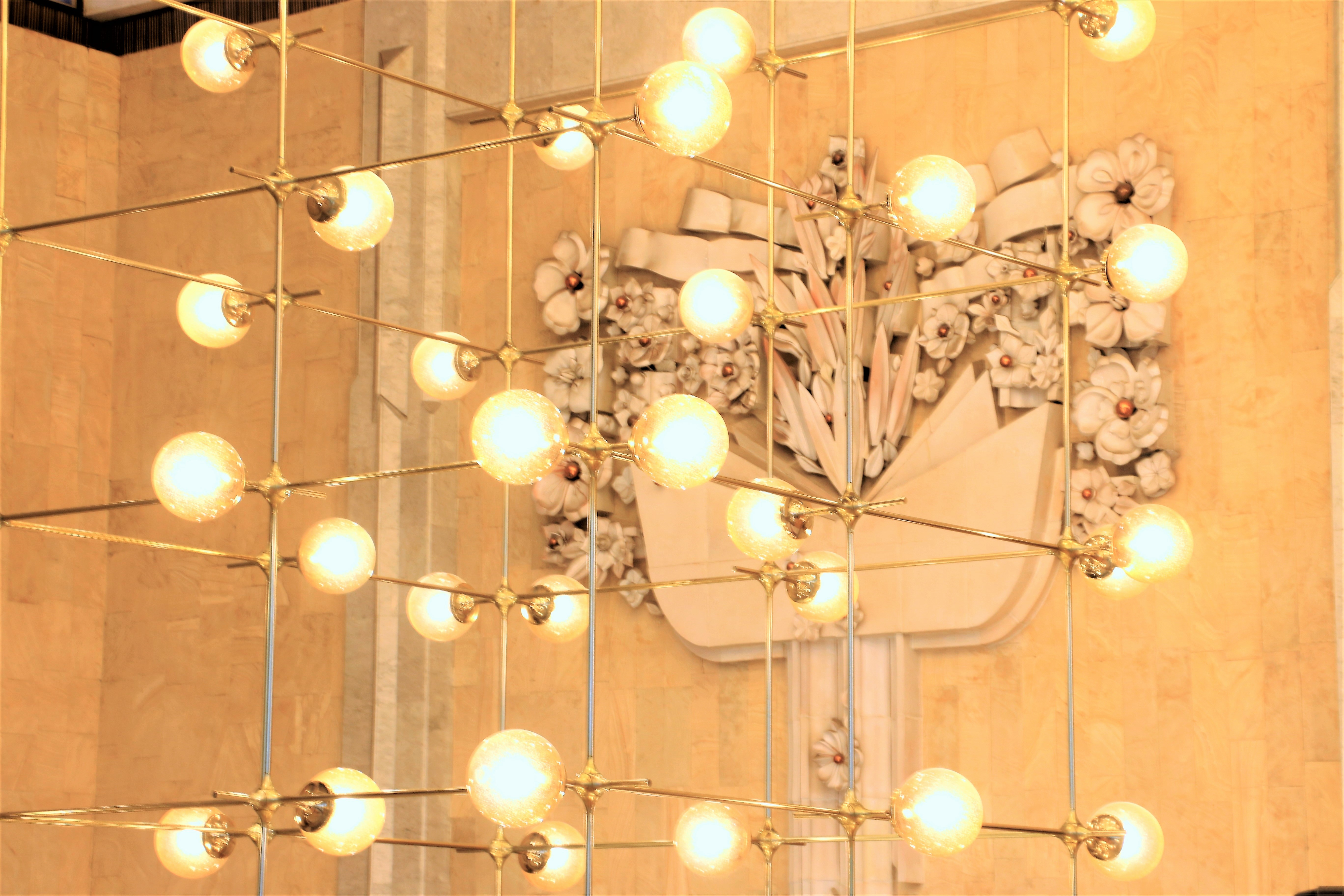
”Buchetul alb-1” din holul et.II al Palatului Republicii, realizat de N. Sajina și E. Novikov.
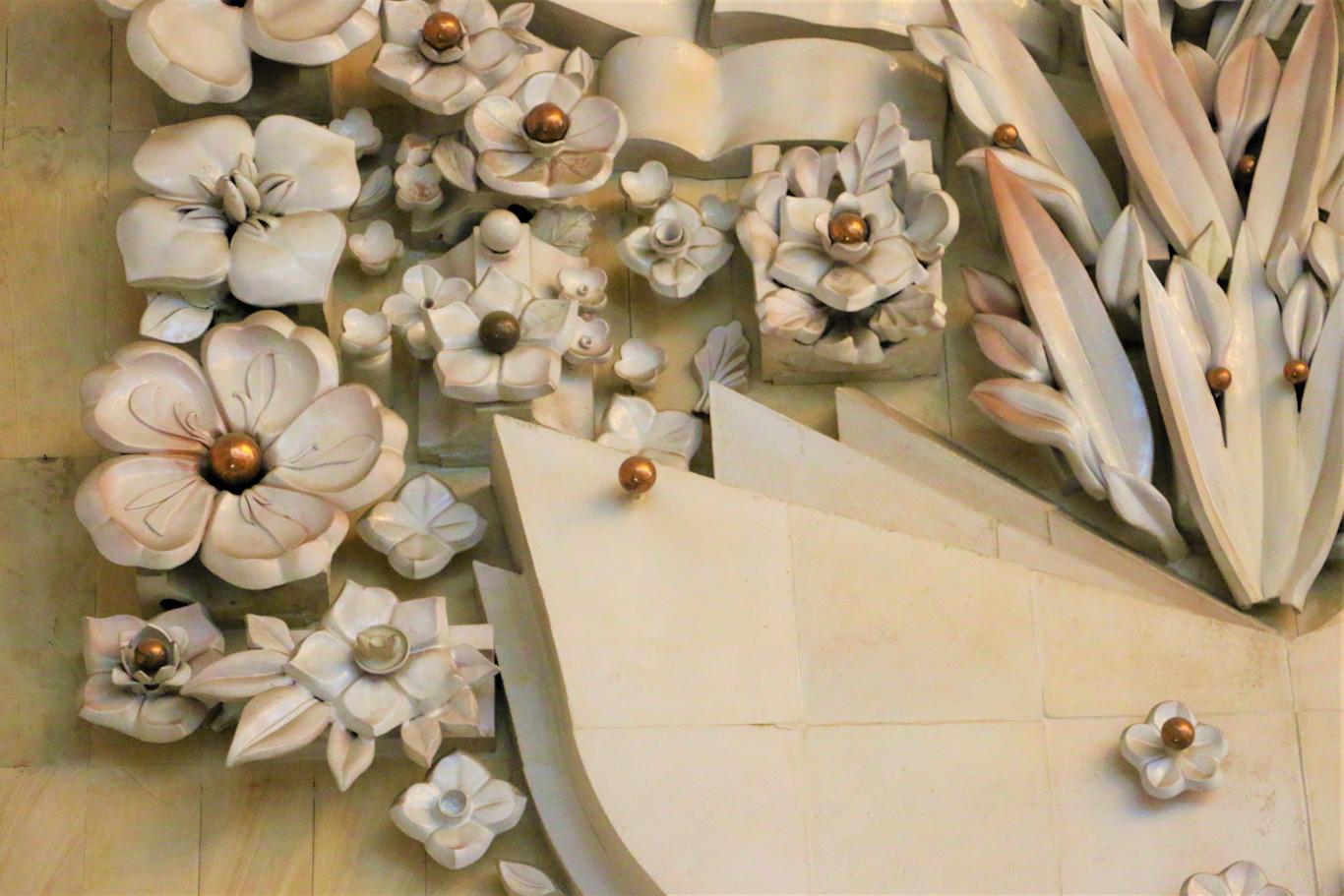
Fragment din ”Buchetul alb-1” din holul et.II al Palatului Republicii
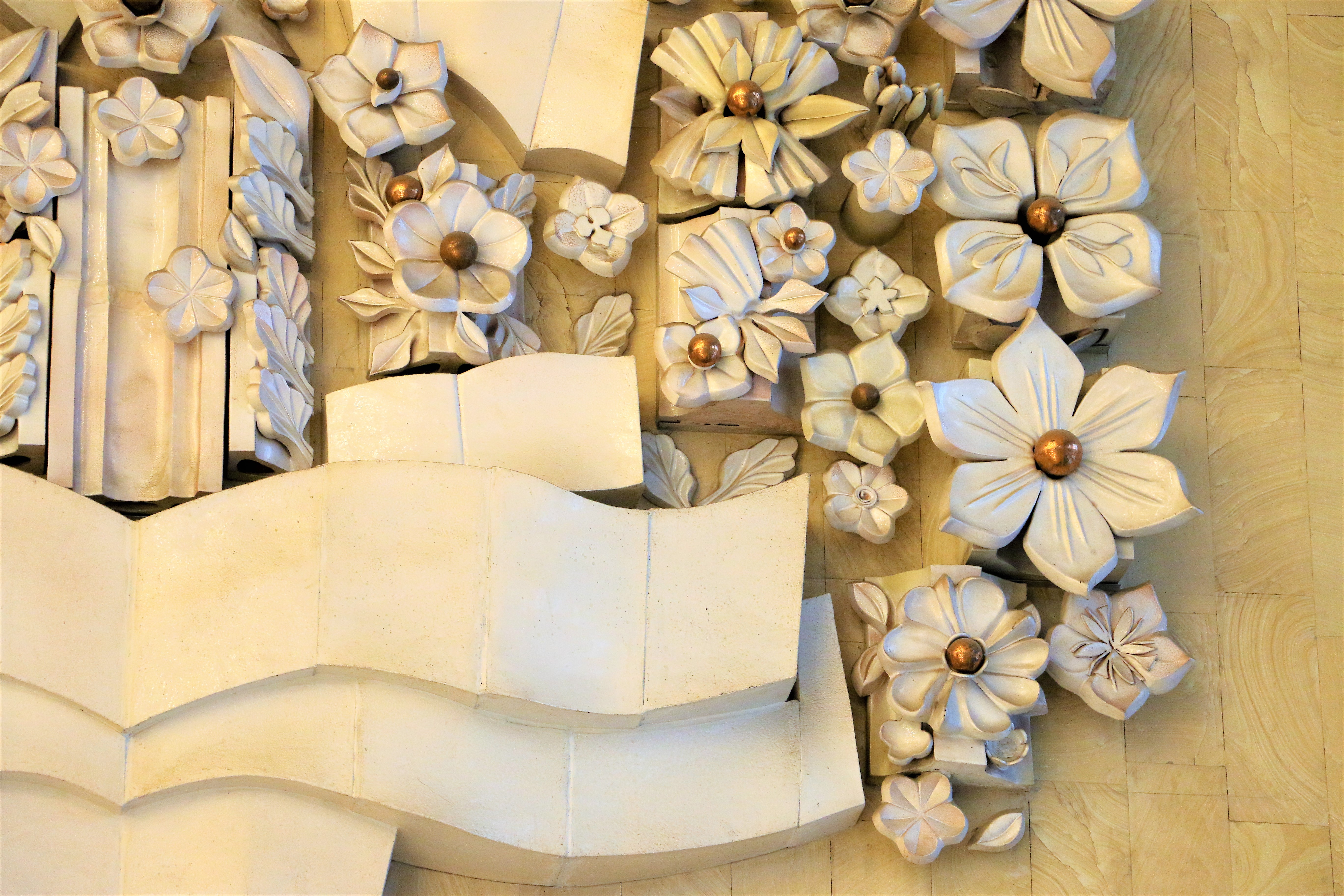
Fragment din ”Buchetul alb-2” din holul et.II al Palatului Republicii
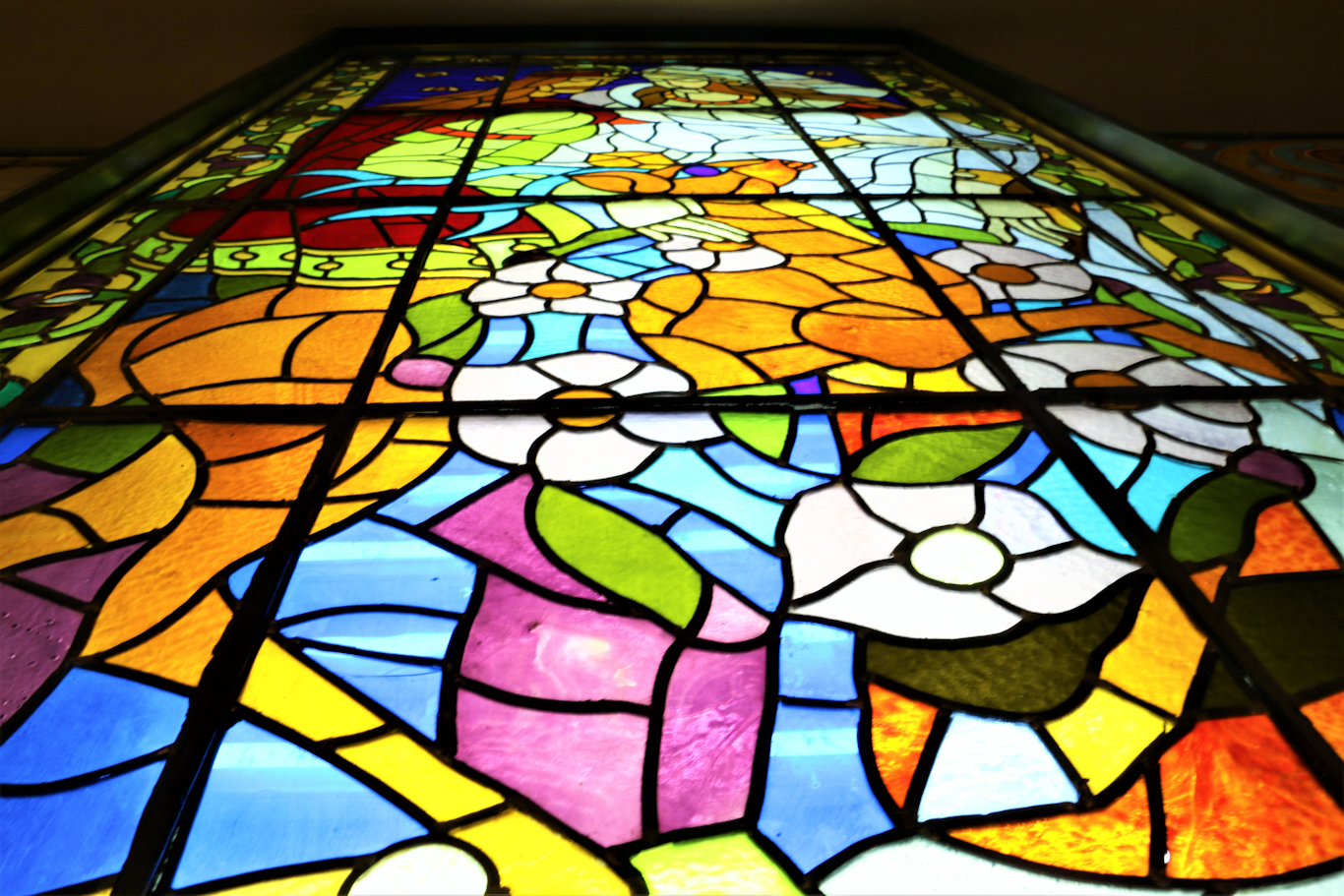
1 din 8 vitralii din Palatul Republicii, realizate de Filimon Hămuraru

## Evenimente în Palat
Cele două holuri ale palatului au fost proiectate și realizate în așa fel ca să poată găzdui cele mai ample și prestigioase expoziții de artă plastică, de prezentare a diverselor aspecte din economie, viața socială, din relațiile dintre oameni de afaceri, firme comerciale, concerte etc.
În Sala Mare de spectacole de 1000 de locuri se desfășoară impresionantele evenimente de suflet de ordin cultural-estetic, moral-spiritual și educativ. În Palatul Republicii au loc concerte simfonice și camerale, spectacole de teatru, expoziții ale plasticienilor, evocări ale personalităților ilustre ale neamului etc. Aici progresează atât schimbul cultural cu exponenții de frunte din România, cât și extinderea relațiilor externe prin fructuoasele colaborări cu factorii de cultură din Italia, Spania, Bulgaria, Turcia, Austria, Franța, Macedonia, Rusia, Ucraina, Belarus, Germania, Elveția, Olanda etc. Pe lângă Palatul Republicii funcționează Corul Cameral, colectiv emerit al Republicii, Biblioteca Onisifor Ghibu, Galeria de arte plastice. Actualmente în Palatul Republicii se desfășoară nenumărate summituri, conferințe, congrese, brifinguri, business-treninguri, concerte, festivaluri, expoziții, seminare, ceremonii și prezentări de diverse genuri. De asemenea, în cadrul oricărui eveniment se organizează pauze de cafea, prânzuri sau cine luxoase, servite în formă de bufet suedez sau în stil clasic, la mese rotunde. Datorită arhitecturii clasice și elegante, în Palat se petrec frecvent diverse banchete și baluri.  
Pe parcursul anilor, în incinta palatului s-au organizat o mulțime de evenimente, concerte și festivaluri ca: Festivalul-concurs Crizantema de Argint, Festivalul folcloric Rapsozii Moldovei, Expoziții de ouă încondeiate și icoane pe sticlă A doua zi de Paști, ședințe ale Cenaclului familiilor artistice, ședințe ale Cenaclului copiilor dotați Grai și Suflet Românesc, Expoziția Graiul vechilor izvoare în cadrul Sărbătorii Naționale a Limbii Române, Competiții Naționale și Internaționale de Dans, Expoziția de straie populare în cadrul Zilei Naționale a Portului Popular, concerte de balet în ediții - Stelele Baletului Arhivat în 23 februarie 2018, la Wayback Machine., Gala Premiilor Naționale, Expoziția vinurilor - Vernisajul Vinului în ediții anuale, Balul Vienez, diverse Conferințe și Forumuri anuale pe teme de business, dezvoltare, parenting etc.